# Musoniola conservatrix
Musoniola conservatrix es una especie de mantis de la familia Thespidae.

## Distribución geográfica
Se encuentra en Venezuela.